# Danski jezik
Danski jezik (endonim: dansk) jezik je istočnoskandinavske podskupine sjevernogermanskih jezika kojim govori otprilike šest milijuna ljudi. Najbliži mu je švedski jezik, osobito skonski dijalekt, no imao je i velik utjecaj na pravopis norveškoga, koji mu je drugi najsrodniji jezik.  
Govori se u Danskoj, ali također i u njemačkoj pokrajini Schleswig-Holstein (dan. Sydslesvig) te na Grenlandu i na Farskim otocima, mjestima gdje je danski službeni jezik uz grenlandski odnosno ferojski. Manjim je dijelom zastupljen i na Islandu, gdje se uči kao obavezan strani jezik u školama. Danskim sveukupno govori oko 6 milijuna ljudi prema podatcima iz 2019. godine.

## Obilježja

### Povijest
Po gramatičkom ustrojstvu i rječniku najbliži je norveškom standardu bokmål, što je posljedica dugotrajne državne zajednice u obliku Danske-Norveške te prethodeće Kalmarske unije.  
Danski se razvio iz pranordijskoga jezika, čiji su prvi poznati runski natpisi nastali još u 3. stoljeću, zbog čega se danski jezik tog doba nije znatno razlikovao od švedskoga, norveškoga i islandskoga. Značajne promjene u jeziku nastale su tek u vikinškom razdoblju (otprilike 800. – 1050.). 
Povijesno gledano, danski je jezik prošao tri glavne razvojne faze. Tako razlikujemo: 
1. starodanski (800. – 1100.)
2. srednjodanski (1100. – 1500.)
3. suvremeni danski jezik (1500. – danas)

Najveći utjecaj na danski jezik imao je donjonjemački za vrijeme Hanze (ponajviše u 14. i 15. stoljeću), posebice zbog toga što je, vjeruje se, značajan dio kraljeva kasnog srednjeg vijeka govorio donjonjemački kao materinski jezik, bez ikakvoga znanja danskoga, poput dinastije Oldenburga, koji su u dansku monarhiju ušli krunidbom Kristijana I. 1449. godine. Iz upravo je tog razloga donjonjemački bio i drugi službeni jezik Danske-Norveške uz danski.

### Pravopis
Danski pravopis se, unatoč manjku usklađenosti, isprva orijentirao prema prijevodima Biblije, poglavito prijevodom Christierna Pedersena iz 16. stoljeća, a službeni standard nije postojao do 1872. godine, kada je objavljen prvi službeni pravopis danskoga. Kasnije se reformama u 19. i 20. stoljeću pokušalo riješiti problem arhaičnog načina pisanja, osobito kako bi se danski približio švedskome pravopisu. 
Posljednja značajna pravopisna reforma u Danskoj provedena je 1948., kada se veliko početno slovo za opće imenice zamijenilo malim (čime njemački postaje jedini germanski jezik s tom praksom) te se umjesto slova <aa> uvelo slovo <å>. Ipak, upotreba <aa> zadržala se u prezimenima (npr. Vestergaard ili Kierkegaard) te u imenima nekih gradova (Aalborg, Aarhus, Aabenraa), unatoč tomu što se često koristi i <å> (Ålborg, Århus itd.). Razlike u izgovoru u tim slučajevima nema.
Također je došlo i do promjene u pisanju kombinacija slova <ld> i <nd>, koje su zamijenjene s <ll> i <nn> zbog sličnosti nekih riječi i lakšeg razlikovanja. Tako se, na primjer, modalni glagol ville (ranije vilde – „htjeti”) sada razlikuje od pridjeva vilde (hrv. „divlji”), a modalni glagol kunne (ranije kunde – „moći”) od imenice kunde (hrv. „klijent, kupac”).
Godine 1955. osnovan je Danski jezični odbor (dan. Dansk Sprognævn), koji je pravopisni standard zabilježio u Retskrivningsordbogen (dosl. „Rječnik pravopisa”) i uspostavio Zakon o pravopisu (dan. Retskrivningsloven) koji se uzdržava i danas.

## Dijalekti
Danski se jezik može podijeliti na nekoliko glavnih dijalekata:
1. Jysk (hrv. „jutlandski”) – na poluotoku Jyllandu
2. Ømål (hrv. „otočni govor”) – dijalekt na Sjællandu, Fynu i otocima istočno od Malog Belta
3. Østdansk (hrv. „istočnodanski”) – bornholmski dijalekt (otok Bornholm) i skonski dijalekt na jugu Švedske (de facto i dijalekt švedskoga)

Izgovor danskog jezika razlikuje se od regije do regije u Danskoj, a ovisi i o društvenom okruženju. Tradicionalnih narječja je sve manje te oni postupno ustupaju mjesto urbanom danskom jeziku. 
U danskim narječjima nalaze se jedan, dva ili tri gramatička roda, ovisno o području.
Treći gramatički rod je među njima gotovo u potpunosti nestao. Na otoku Zelandu (dan. Sjælland) je prelazak na dvorodni sustav tek novija jezična inovacija. Jednim članom, zajedničkim, služe se u Zapadnojutlandskom (dan. Vestjysk) dijalektu, u zapadnom dijelu poluotoka Jyllanda.
Društveno uvjetovane razlike najizraženije su u Kopenhagenu, gdje još uvijek postoje jasne podjele između tzv. visokokopenhaškog (dan. Højkøbenhavnsk) i niskokopenhaškog (dan. Lavkøbenhavnsk) izgovora. 
Na Farskim otocima (fer. Føroyar, dan. Færøerne) postoji poseban oblik danskog jezika, tzv. gøtudanskt (hrv. „Gøta-danski”) ili ulični danski koji se razvio pod jakim utjecajem ferojskog jezika.
Konačno, mnoge etničke manjine u državi imaju izgovore koji se razlikuju od standardnog danskog jezika, takozvane etnolekte.

## Abeceda
Danski jezik koristi latinično pismo s dodatkom slova <æ, ø, å>.
Abeceda se sastoji od 29 slova, od čega je samoglasnika 9 (podebljani), a suglasnika 20:
| velika slova | velika slova | velika slova | velika slova | velika slova | velika slova | velika slova | velika slova | velika slova | velika slova | velika slova | velika slova | velika slova | velika slova | velika slova | velika slova | velika slova | velika slova | velika slova | velika slova | velika slova | velika slova | velika slova | velika slova | velika slova | velika slova | velika slova | velika slova | velika slova |
| ------------ | ------------ | ------------ | ------------ | ------------ | ------------ | ------------ | ------------ | ------------ | ------------ | ------------ | ------------ | ------------ | ------------ | ------------ | ------------ | ------------ | ------------ | ------------ | ------------ | ------------ | ------------ | ------------ | ------------ | ------------ | ------------ | ------------ | ------------ | ------------ |
| A            | B            | C            | D            | E            | F            | G            | H            | I            | J            | K            | L            | M            | N            | O            | P            | Q            | R            | S            | T            | U            | V            | W            | X            | Y            | Z            | Æ            | Ø            | Å            |
| mala slova   |              |              |              |              |              |              |              |              |              |              |              |              |              |              |              |              |              |              |              |              |              |              |              |              |              |              |              |              |
| a            | b            | c            | d            | e            | f            | g            | h            | i            | j            | k            | l            | m            | n            | o            | p            | q            | r            | s            | t            | u            | v            | w            | x            | y            | z            | æ            | ø            | å            |

## Brojevi
| 1     | 2  | 3   | 4    | 5   | 6    | 7   | 8    | 9  | 10 | 11     | 12   | 15     | 20   | 21       | 30      | 40    | 50        | 100     | 1000   | 1 000 000 |
| en/et | to | tre | fire | fem | seks | syv | otte | ni | ti | elleve | tolv | femten | tyve | enogtyve | tredive | fyrre | halvtreds | hundred | tusind | million   |

U danskom numeričkom sustavu desetice i jedinice brojeva iznad 20 u govornom se obliku izgovaraju obrnuto. Takav se sustav vidi na primjeru broja 21, enogtyve, doslovno „jedan i dvadeset”. Slične konstrukcije postoje u njemačkom, nizozemskom, nekim varijantama norveškog, slovenskom, arapskom te afrikaansu, kao i u arhaičnom engleskom jeziku.
Brojka halvanden znači 1½ (doslovno "pola drugog/druge, što podrazumijeva "jedan plus pola drugog/druge"). Brojke halvtredje (2½) i halvfjerde (3½) zastarjeli su oblici, međutim i dalje u upotrebi u tzv. vigezimalnom (vicezimalnom) brojnom sustavu. Sličan je primjer vremenske oznake, poput u klokken halv fem, doslovno „pola pet sati”, što je u stvari četiri i pol sata.
Zanimljiv detalj u danskom jeziku je činjenica da su brojevi od 40 do 90 zasnovani na vigezimalnom sistemu koji je prije također bio u upotrebi u norveškom i švedskom. To znači da se 20 koristi kao osnova brojanja. Tres (skraćeno za tre-sinds-tyve što znači „tri puta dvadeset”) je šezdeset, dok halvtreds (skraćeno za halvtredje-sinds-tyve, doslovno „pola trećeg puta dvadeset”, 2½ × 20) znači pedeset.
U suvremenome danskome jeziku, četrdeset je fyrre, što dolazi od originalnog fyrretyve (proizlazi iz starodanskog fyritiughu, u prijevodu „četiri desetice”), a danas se koristi samo u iznimno formalnim strukturama ili u humoristične svrhe.
Broj pedesettri (53) je treoghalvtreds iz sada zastarjelog treoghalvtredsindstyve, dok je pedeset treći treoghalvtredsindstyvende. 
Konstrukcija rednih brojeva
| 1.     | 2.    | 3.     | 4.     | 5.    | 6.     | 7.      | 8.      | 9.     | 10.    | 11.     | 12.    | 15.      | 20.     | 21.         | 30.      | 31.          |
| første | anden | tredje | fjerde | femte | sjette | syvende | ottende | niende | tiende | ellevte | tolvte | femtende | tyvende | enogtyvende | tredivte | enogtredivte |

ali:
| 40.          | 41.              | 50.                  | 60.             | 70.                   | 80.             | 90.                 | 100.     |
| fyrretyvende | enogfyrretyvende | halvtredsindstyvende | tresindstyvende | halvfjerdsindstyvende | firsindstyvende | halvfemsindstyvende | hundrede |

## Članovi
Kao i mnogi jezici, osobito germanski, danski jezik ima dva stupnja određenosti, a ima upravo kao i ostali skandinavski jezici ima i dva roda: zajednički i srednji. 
Neodređeni oblici članova su en i et, identični broju jedan te sukladno tomu primjenjivi samo na jedninu, dok su kod određenog člana to den i det za jedninu te de za množinu. Bez obzira na određenost, rodovi se razlikuju prema nastavku -n za zajednički rod, nastao stapanjem muškoga i ženskoga, i nastavku -t za srednji.

## Vanjske poveznice
- Ethnologue (14th)
- Wikipedija na danskom jeziku